# Réserve ornithologique
Pour un article plus général, voir Réserve naturelle.

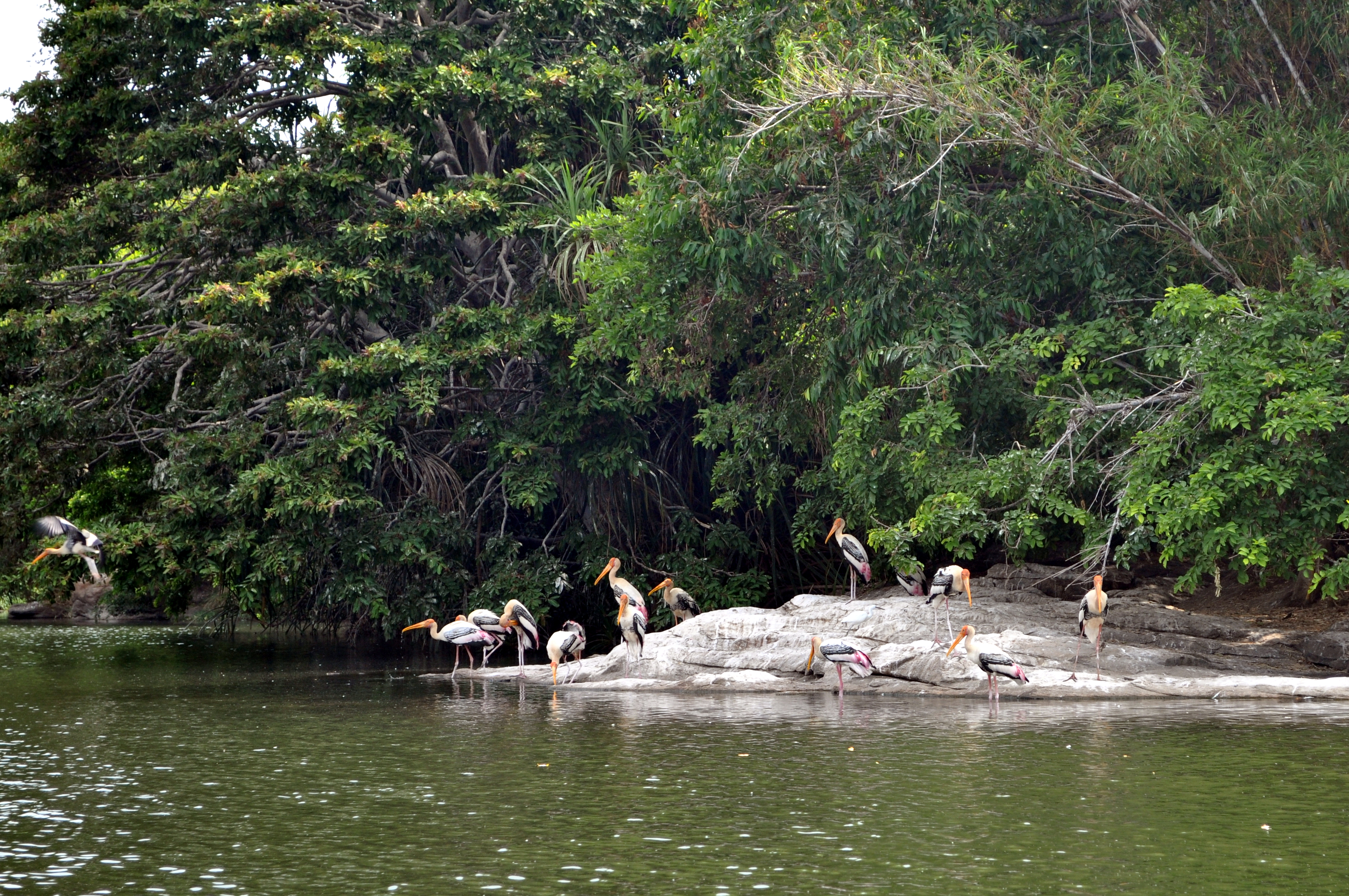
Un aspect de la, dans l'État indien du Karnataka.

Une réserve ornithologique est un espace naturel protégé voué à la conservation de l'avifaune.
Dans une réserve ornithologique, seule la faune avienne est protégée de façon intégrale.

## Exemples de réserves ornithologiques
La plus importante en France est la réserve naturelle nationale des Sept-Îles, qui occupe une surface de 320 ha répartie sur cinq îles principales.
La réserve ornithologique du Teich auparavant nommé « parc ornithologique du Teich » jusqu'au 31 décembre 2012 est située au fond du bassin d'Arcachon, sur 120 hectares.
La réserve ornithologique de Kalissaye au Sénégal est située au milieu du delta du fleuve Casamance, sur 160 hectares.